# Gustaf Snoilsky
Gustaf Fredrik Snoilsky, född 6 maj 1833 i Stockholm, död 25 september 1897 i Göteborg, var en svensk greve, militär, politiker och ämbetsman. Han var brorson till Nils Snoilsky.

## Biografi
Snoilsky blev 1852 underlöjtnant vid Skaraborgs regemente och blev löjtnant vid Generalstaben 1858. Han var ordonnansofficer hos kungen 1861 och blev 1864 kammarherre hos hertigen av Dalarna samt året därpå hovmarskalk hos honom. Snoilsky blev 1882 överste och chef för Skaraborgs regemente.
År 1885 utnämndes han till landshövding i Göteborgs och Bohus län samt blev året efter ordförande i länets hushållningssällskap. Snoilsky blev ledamot av Kungliga Vetenskaps- och Vitterhetssamhället i Göteborg 1886. År 1889 blev han ordförande i styrelsen för Göteborgs högskola. 
Snoilsky var 1859–1860 och 1862–1863 ledamot av Ridderskapet och adeln samt 1892–1894 riksdagsman för Göteborgs och Bohus län i första kammaren. Därunder var han suppleant i särskilda utskottet 1892.

## Utmärkelser

### Svenska utmärkelser
- Kommendör av första klassen av Svärdsorden, 1 december 1887.[2]
- Riddare av Svärdsorden, 1 december 1874.[2]
- Kommendör med stora korset av Nordstjärneorden, 30 november 1895.[2]
- Kommendör av första klassen av Nordstjärneorden, 21 januari 1889.[2]
- Riddare av Nordstjärneorden, 21 december 1868.[2]
- Riddare av Carl XIII:s orden, 28 januari 1888.[2]

### Utländska utmärkelser
- Kommendör av första klassen av Anhaltska Albrekt Björnens husorden, 8 juli 1869.[2]
- Kommendör av första graden av Danska Dannebrogorden, 16 augusti 1869.[2]
- Riddare av Danska Dannebrogorden, 11 december 1861.[2]
- Riddare av Franska Hederslegionen, 18 september 1862.[2]
- Riddare av Italienska Sankt Mauritius- och Lazarusorden, 27 augusti 1863.[2]
- Riddare av Norska Sankt Olavs orden, 8 mars 1869.[2]
- Riddare av tredje klassen av Ryska Sankt Annas orden, 12 juni 1860.[2]
- Riddare av första klassen av Sachsen-Ernestinska husorden, 16 april 1864.[2]